# 宇迦之御魂神
宇迦之御魂神（ウカノミタマノカミ）乃《古事記》之記述，《日本書紀》寫作倉稻魂命（ウカノミタマノミコト），祂是日本神話裡掌管食物的神祇，別名有御饌津神（ミケツカミ）、宇賀御魂命、大物忌神等。

## 概要

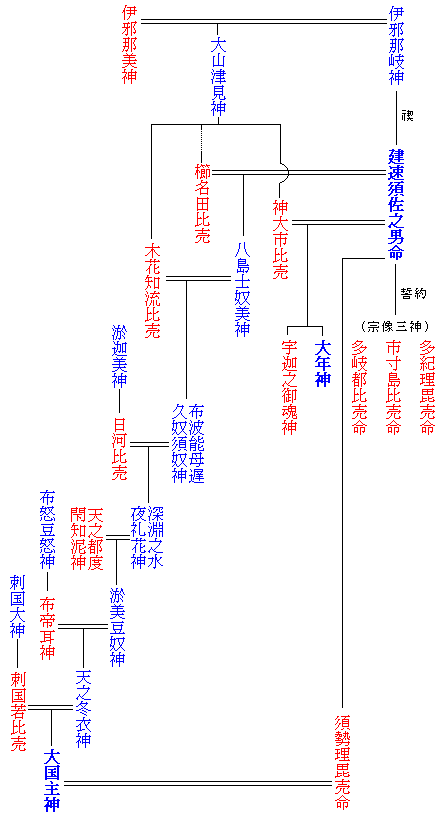
須佐之男的系譜

### 日本書紀之記載
按《日本書紀》卷第一記載伊奘冉尊與伊奘諾尊產兒的情節中，其中第六種說法謂此二神共生完大八洲國後，接著吹撥之氣化成風神級長戶邊命，飢餓時生下倉稻魂命，復生海神少童命、山神山祇、水門神速秋津日命、木神句句廼馳、土神埴安神等。

### 古事記之記載
根據《古事記》上卷之記錄，建速須佐之男命娶櫛名田比賣為妻，生下八島士奴美神；接著又娶大山津見神之女神大市比賣，生下大年神，又生宇迦之御魂神。

## 解說
神名裡的「宇迦（ウカ）」具有食物、穀物之意，故為食物之神祇。由於是伏見稻荷大社（位於京都市伏見區）的主祭神，加上此神明的別名「御饌津神（ミケツカミ）」與狐狸古日語發音「けつ」谐音，所以狐狸自古便被視為稻荷神（食物神的總稱）的使者。

## 信仰
在日本將宇迦之御魂神視為保佑農業、工商業的神明，主祭的神社計有下述：
- 伏見稻荷大社（京都市伏見區）
- 祐德稻荷神社（佐賀縣鹿島市）
- 笠間稻荷神社（茨城縣笠間市）
- 盛岡八幡宮笠森稻荷神社（岩手縣盛岡市）
- 三圍神社（東京都墨田區）

## 外部連結
- （日語） 宇迦之御魂神（页面存档备份，存于）